# آر إي إم
آر إي إم (بالإنجليزية: R.E.M)‏ تعتبر الفرقة التي حلقت بما يسمى بالروك البديل في الولايات المتحدة الأميركية إلى العالمية بعد سنين من تجاهل الاعلام "Mainstream Media " له حيث كان يسمي حينئذ بروك الجامعات "College Rock". تأثرت فرقة Nirvana لاحقا ب REM لتنتج أروع أغاني الروك البديل.
تألفت الفرقة من قبل المغني مايكل ستايب مع كل من مايك ميللز، بيتر بوك وبيل بيري.
الفرقة معروفة بنشاطها الاجتماعي، البيئي والسياسي الكبير وحالياً تعتبر الفرقة من أهم المساندين للحزب الديمقراطي الأميركي وقد كانوا من أشد المناهضين للحرب على العراق وقد ظهرت إحدى أغانيهم في الفبلم الشهير لمايكل مور فهرنهايت 9/11.

## تاريخ الفرقة

### الثمانينات
بدأت الفرقة بالعزف في الحفلات وكان لهم جمهور صغير في ولاية جورجيا في الجنوب الأميركي. وفي عام 1982 أصدرت الفرقة ألبوماً صغيراً دعي كرونيك تاون Chronic Town والذي حاز على إعجاب النقاد والجمهور مما دعا شركة I.R.S لتوقيع عقد معهم والذي بدأت ثماره في العام 1983 بالألبوم مرمر Murmur الذي اعتبر واحد من أفضل 500 ألبوم في التاريخ حسب مجلة رولنغ ستونز.
وهكذا بدأت الفرقة بإصدار الأبومات المتتالية، ففي العام 1984 أصدرت الفرقة ريكوننغ Reckoning ثم فايبلز أوف ذا ري كونستركشن Fables of the Reconstruction في العام التالي.
في العام 1986 أصدرت الفرقة ألبوماً ركز على المسائل البيئية في أميركا ودعي لايفز ريتش باجانت Lifes Rich Pageant والذي احتوى أغاني كأغنية كوياهوغا Cuyahoga حول التلوث الشديد في النهر الذي يحمل الاسم نفسه في ولاية أوهايو. ومن ثم، أصدرت الفرقة ديد ليتر أوفيس Dead Letter Office في العام 1987 والذي كان عبارة عن أغاني قديمة للفرقة وأغاني لفرق أخرى على رأسها ايروسميث وفيلفت أندر غراوند.
حتى الآن لم تكن الفرقة معروفة فيما يسمى بالموسيقى المعاصرة حتى تم إصدار
دوكيومنت في العام 1987 الذي أوصل الفرقة إلى الشهرة الجماهيرية.
وبعد هذا الألبوم، انتهى عقد الفرقة مع I.R.S وتم توقيع عقد مع وورنر بروذرز Warner Brothers وما زالت الفرقة معهم حتى الآن.
في 1988 أصدرت الفرقة غرين Green.

### التسعينات
في العام 1991 وصلت الفرقة إلى قمة شهرتها العالمية عبر الألبوم آوت أوف تايم Out of Time الذي جعل الفرقة من أهم وأقوى الفرق في العالم وضم هذا الألبوم أشهر أغنية على الإطلاق لوزنغ ماي ريليجن Losing my Religion. ولم تمر السنة حتى أصدرت الفرقة أشهر ألبوم على الإطلاق أوتوماتيك فور ذا بيبول Automatic for the People والذي يعتبر من أهم الألبومات في تاريخ الموسيقى ومعظم المعجبين يعتبرونه الألبوم المفضل لديهم.
تابعت الفرقة في العام 1994 بالألبوم مونستار Monster ثم نيو ادفنتشرز ان هاي فاي New Adventures in Hi-Fi.
في العام 1997 وبعد 17 سنة مع الفرقة، قرر بيل بيري ترك الفرقة مما سبب مصاعب كثيرة للفرقة ولكن تابع ستايب وبوك وميلز المهمة وأصدروا في العام 1998 أب Up الذي تميز بغياب الدرمز وحلول ما يسمى بال E-Bow مكانها.

### حاليا
أصدرت الفرقة ريفيل Reveal في العام 2001 ومن ثم اراوند ذا سن Around the Sun في2004 والذي كان رسالة واضحة ضد الرئيس الأميركي
جورج بوش. يتوقع أن يصدر ألبوم جديد في العام التالي.

## ألبوماتهم

### ألبومات استوديو
- مرمر 1983
- ريكوننغ 1984
- فايبلز أوف ذا ري كونستركشن 1985
- لايفز ريتش باجانت 1986
- دوكيومنت 1987
- غرين 1988
- آوت أوف تايم 1991
- أوتوماتيك فور ذا بيبول 1992
- مونستار 1994
- نيو ادفنتشرز ان هاي فاي 1996
- أب 1998
- ريفيل 2001
- اراوند ذا سن 2004
- تسارع 2008
- كولابس إنتو ناو  [لغات أخرى]‏ 2011

### التسجيلات القصيرة
- كرونيك تاون 1982

### مجموعات خاصة
- ديد ليتر أوفيس 1987

### ألبومات الأغاني الأفضل
- ايبونيموس 1988
- ذا بيست اوف ار اي ام 1991
- سنغلز كوليكتد 1994
- ان ذا اتيك 1997
- ان تايم 2003
- اند اي فيل فاين 2006

### موسيقى تصويرية
- مان اون ذا موون 1999

## وصلات خارجية
- آر إي إم على موقع IMDb (الإنجليزية)
- آر إي إم على موقع الموسوعة البريطانية (الإنجليزية)
- آر إي إم على موقع ميوزك برينز (الإنجليزية)
- آر إي إم على موقع رولينغ ستون (الإنجليزية)
- آر إي إم على موقع رولينغ ستون (الإنجليزية)
- آر إي إم على موقع أول ميوزيك (الإنجليزية)
- آر إي إم على موقع ديسكوغز (الإنجليزية)
- الموقع الرسمي للفرقة
- أفضل نادي معجبين على الشبكة
- موقع للمعجبين